# مقاطعة إسمرالداس

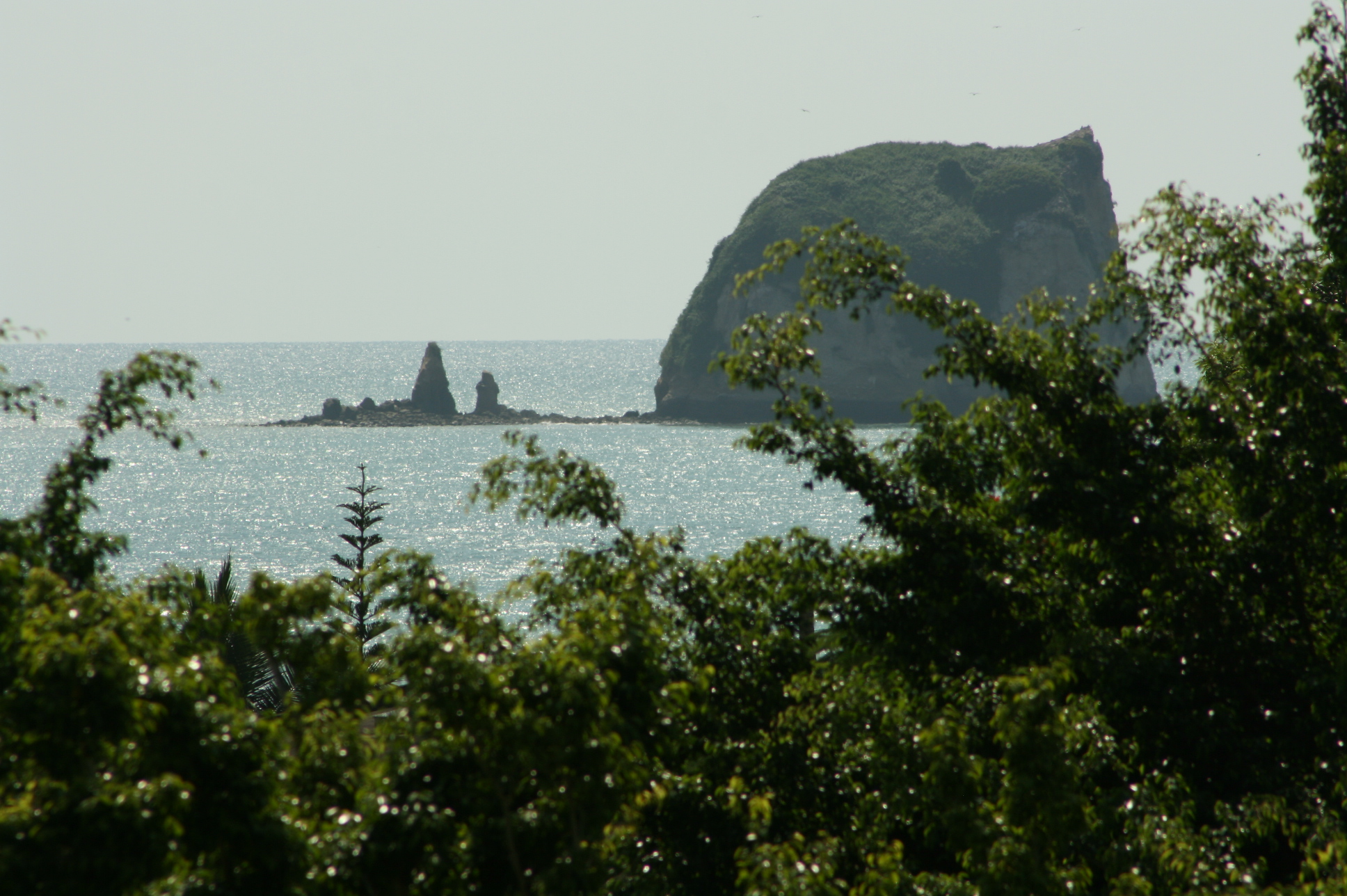
صخرة سوا.

إسمرالداس هي مقاطعة في شمال غرب الإكوادور . العاصمة هي إسمرالداس. المقاطعة هي موطن الثقافة الأفرو-الاكوادورية.

## كانتونات
وتنقسم المقاطعة إلى 8 كانتونات :

## أعلام
- جيوفاني نازارينو